# Matěj Havelka
Matěj Havelka (5. května 1809 Žitětín u Kopidlna – 19. června 1892 Praha) byl český právník, politik a básník.

## Život
Studoval gymnázium v Jičíně, filozofii a práva na Karlo-Ferdinandově univerzitě v Praze. Pak pracoval jako úředník na pražském magistrátu. V letech 1839–1841 působil coby prozatímní magistrátní rada v Mirovicích, pak krátce v Dobrušce a po následujících devět let v Nymburku.
Ve volbách roku 1848 byl na návrh Palackého zvolen na rakouský ústavodárný Říšský sněm. Zastupoval volební obvod Čáslav v Čechách. Uvádí se jako magistrátní rada. Patřil ke sněmovní pravici. Usiloval o zrušení roboty (přesněji výkup emfyteutického podvlastnictví), ale pouze za plnou náhradu, nikoliv jen za částečnou, jak navrhovali ostatní poslanci. Do diskusí přispěl vynikajícími právnickými znalostmi. Po vypuknutí říjnového povstání společně s Antonínem Strobachem uprchl z Vídně.
Roku 1850 se stal přísedícím u soudu v Rakovníku, členem obecní rady a nakonec i čestným občanem města. Roku 1855 přijal místo u krajského soudu v Písku, nejprve jako adjunkt, pak sekretář a soudní rada.
Znovu se politicky angažoval po obnovení ústavního systému vlády v 60. letech 19. století. Od zemských voleb v březnu 1861 zasedal na Českém zemském sněmu za kurii městskou, obvod Písek. Zvolen byl i v zemských volbách v lednu 1867, nyní za kurii venkovských obcí, obvod Poděbrady, Městec Králové. Za týž obvod uspěl i v krátce poté konaných zemských volbách v březnu 1867. Rezignoval ale ještě před srpnem 1868. V roce 1866 byl členem zemského výboru.
Zemský sněm ho v roce 1861 delegoval i do Říšské rady (tehdy ještě volené nepřímo), za kurii měst a průmyslových míst. K roku 1861 se uvádí Mathias Hawelka, krajský soudní rada, bytem v Písku. Do vídeňského parlamentu se vrátil ještě po volbách do Říšské rady roku 1879, nyní coby poslanec za městskou kurii, obvod Čáslav, Kutná Hora, Chrudim atd. Slib složil 30. listopadu 1880.
Z Písku přešel roku 1863 do Prahy k obchodnímu soudu a od roku 1867 do funkce rady vrchního zemského soudu. Po definitivním odchodu z parlamentu v polovině 80. let 19. století byl jmenován soudcem státního soudu. Dlouhá léta přednášel kandidátům soudnictví, od roku 1869 byl zkušebním komisařem při právnických zkouškách. Dlouhodobě předsedal Právnické jednotě. Po čtyřiceti letech státní služby byl vyznamenán Řádem železné koruny 3. třídy, se kterým byl spojen dědičný šlechtický titul.
Zemřel 28. ledna 1939 v Hlávkově domě v Jungmannově ulici v Praze. Pohřben byl na Vyšehradském hřbitově.

## Rodina
Jeho dcera Miloslava Pippichová-Havelková (1847–1878), provdaná za Karla Pippicha, byla známá jako zpěvačka, další dcera Zdeňka byla druhou ženou Josefa Hlávky.

## Dílo
Patřil k zakladatelům české právnické vědy a literatury. Články, které zveřejňoval v Pražských novinách a odborném tisku, se vyznačovaly přesvědčivou logikou i jasným stylem a byly často citovány. Podporoval časopisy (Poutník od Otavy, Škola a život, Právník) a přispíval do Riegrova Slovníku naučného. Jeho stať O přísaze vyjevovací (juramentum manifestationis) byla přeložena do italštiny.
Známý byl i jako básník. Jeho poezie byla inspirována lidovou tvorbou a některé básně zhudebnili František Pivoda, Jan Pavel Martinovský nebo František Kaván. Souhrnně vyšly v XVII. dílu Národní bibliotéky v Kobrově nakladatelství.

## Odkazy

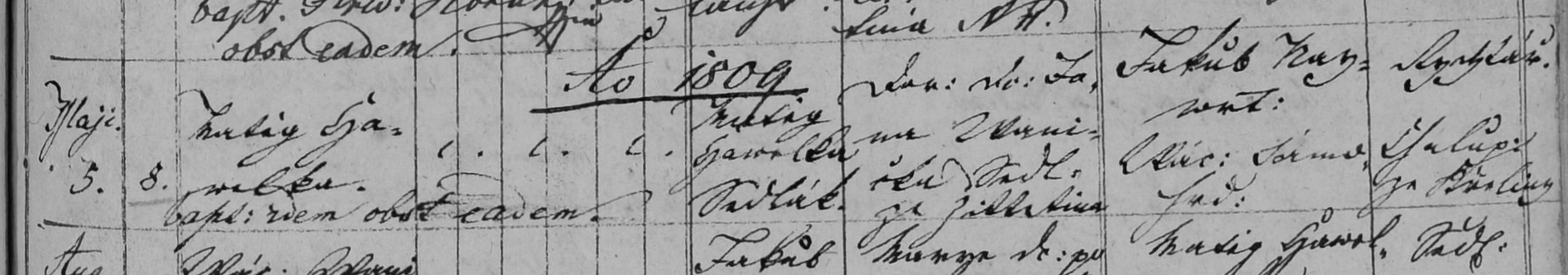
Matriční zápis o narození a křtu Matěje Havelky (matrika N 1787–1855 územní rozsah: Slatiny, Libešice, Žitetín (SOA Zámrsk))